# Tomasz Neuman
Tomasz Neuman (Tomas Neumann), född 19 februari 1951 i Polen, är en polsk-svensk skådespelare.
Neuman studerade vid Statens teaterhögskola i Warszawa. Efter studierna var han engagerad vid Teater Rozmaitosci i Warszawa. Han emigrerade till Sverige 1975, där han huvudsakligen arbetat med teaterundervisning. Sedan 1996 driver han en skola i egen regi, Stockholms Elementära Teaterskola.

## Filmografi
- 2015 - Tjuvheder
- 2011 Gläntan (kortfilm)
- 2004 Orka! Orka! (Tv-serie)
- 2002 - Lilja 4-ever
- 1974 - Criminal Records(Zapis Zbrodni)